# Suzuki FB
Suzuki FB — серия двух- и трёхцилиндровых двухтактных двигателей внутреннего сгорания, выпускавшихся с октября 1961 по ноябрь 1987 года японской компанией Suzuki. Двигатели применялись в кей-карах и малотоннажных грузовиках.

## FB
Впервые двигатель FB был представлен в 1961 году на Suzulight Carry FB в форме с воздушным охлаждением и одним карбюратором. Двигатель имеет легкосплавный блок цилиндров, легкосплавную головку блока цилиндров и три основных подшипника. Рабочий объём составляет 359 см3, диаметр цилиндра и ход поршня — 61 × 61,5 мм. Первоначально мощность двигателя составляла 15,4 кВт (21 л. с.). В июне 1965 года двигатель получил автоматическую систему впрыска топлива Selmix, которая действовала на кривошип. Позже она была заменена самосмазывающейся системой «CCI» (Cylinder Crank Injection). Двигатель устанавливался на модернизированную версию Carry. В 1966 году был разработан горизонтальный вариант двигателя, где стартер и генератор объединены и установлены непосредственно на передней части коленвала. Двигатель устанавливался на L30 Carry.
В 1969 году была разработана версия двигателя FB с герконом. Мощность двигателя увеличена до 18,4 кВт (25 л. с.) при 6000 об/мин. Карбюратор — Mikuni 30 PHD в стиле Solex. Двигатель устанавливался на L40 Carry и LJ10 Jimny. Версия двигателя FB мощностью 19,9 кВт (27 л. с.) при 6000 об/мин, оснащённая системой смазки «CCIS» (Cylinder Crank Injection System), была представлена в январе 1971 года на Jimny, а в апреле того же года — на Carry. Крутящий момент — 36 Н⋅м при 5000 об/мин. Без учёта трансмиссии масса двигателя составляет 50 кг. Оригинальный двигатель FB с воздушным охлаждением был снят с производства в августе 1972 года.

### Применения
- 1961.10—1965.06 Suzulight Carry FB/FBD
- 1965.06—1969.07 Suzulight/Suzuki Carry L20/L21
- 1966.02—1969.07 Suzuki Carry L30/L31
- 1969.07—1972.08 Suzuki Carry L40/L41
- 1971.01—1972.03 Suzuki Jimny LJ10

## FE
Впервые двигатель FE был представлен в 1963 году на переднеприводном Suzulight 360 Van. Двигатель имеет запатентованную автоматическую систему смазки «SELMIX», что позволило добавить масло на входе и устранить необходимость в предварительно смешанном бензине. Мощность составляла 15,4 кВт (21 л. с.). Также двигатель применялся в легковом автомобиле Suzulight Fronte FEA. В апреле 1965 года на FE/FEA была представлена версия мощностью 16,2 кВт (22 л. с.) с улучшенной системой Selmix, которая действовала на кривошип. Масло разливалось по стенке цилиндра от кривошипа под действием центробежной силы.
В феврале 1966 года система Selmix была заменена системой «CCI» (Cylinder Crank Injection), которая добавляла масло непосредственно в цилиндр и в коленвал. Автомобили с такими двигателями получили кодовые обозначения FE2/FEA2.
В 1967 году на смену двигателю FEA пришёл трёхцилиндровый двигатель Fronte 360. В марте 1968 года был разработан двигатель FE3 с герконом. В январе 1969 года двигатель FE был снят с производства.

### Применения
- 1963.03—1969.01 Suzulight 360 Van FE/FEB/FE2/FE3
- 1963.03—1967.03 Suzulight Fronte FEA

## L50
L50 — версия двигателя FB с водяным охлаждением, впервые представленная в марте 1972 года на LJ20 Jimny. Мощность увеличена до 20,6 кВт (28 л. с.) при 5500 об/мин, крутящий момент — 36 Н⋅м при 5000 об/мин. L50 устанавливался только на коммерческие автомобили, так как легковые автомобили Suzuki к тому времени оснащались трёхцилиндровым двигателем LC10. L50 также устанавливался на LS20 Fronte в течение чуть более года. С 1973 года двигатель применялся в модели Fronte Hatch. Изначально масса составляла 43 кг.
В декабре 1974 года была представлена версия L50 мощностью 19,1 кВт (26 л. с.) и крутящим моментом 37 Н⋅м при 4500 об/мин. С 1 февраля 1975 года двигатель работает на неэтилированном бензине. В 1976 году мощность была снижена на одну лошадиную силу.
В июле 1976 года двигатель был снят с производства.

### Применения
- 1972.05—1976.04 Suzuki Carry L50
- 1972.03—1973.04 Suzuki Fronte Van LS20
- 1973.04—1976.07 Suzuki Fronte Hatch LS30
- 1972.03—1976.05 Suzuki Jimny LJ20

## L60
L60 — экспортный двигатель с большим рабочим объёмом. Как и L50, он является двухтактным двигателем с водяным охлаждением, однако рабочий объём составляет 446 см3, а диаметр цилиндра и ход поршня — 68 мм × 61,5 мм. Мощность — 21,3 кВт (29 л. с.).

### Применения
- 1974—1976 Suzuki Carry L60 (экспорт)

## LJ50
LJ50 — двигатель, степень сжатия которого составляет 6,0:1, мощность — 24,6 кВт (33 л. с.) при 5500 об/мин, крутящий момент — 56 Н⋅м при 3500 об/мин. Впервые был представлен в сентябре 1975 года на Suzuki Jimny, которые обычно продавались под названием «Suzuki LJ50». 
Степень сжатия экспортных версий Carry составляет 5,9:1, мощность — 22,4 кВт (30 л. с.) при 4500 об/мин, а крутящий момент — 54 Н⋅м при 3000 об/мин. Впервые двигатель был представлен в июне 1976 года на японском домашнем рынке под названием Jimny 55.
Рядный трёхцилиндровый двигатель объёмом 539 см3 оставался двухтактным. Мощность составляла 19,1 кВт (26 л. с.) при 4500 об/мин, крутящий момент — 52 Н⋅м при 3000 об/мин. Диаметр цилиндра и ход поршня составляли 61 мм × 61,5 мм.
В июле 1986 года двигатель был снят с производства.

### Применения
- 1976.05—1976.09 Suzuki Carry 55 ST10/ST11[11]
- 1976.09—1979.04 Suzuki Carry Wide 550 ST20
- 1979.04—1985.03 Suzuki Carry ST30/ST31
- 1985.03—1986.07 Suzuki Carry DA81T
- 1976.07—1979.04 Suzuki Hatch 550 SH10
- 1975.10—1981.05 Suzuki Jimny 55 SJ10 (за пределами Японии — «Suzuki LJ50»)
- 1981.05—1987.11 Suzuki Jimny 550 SJ30

## T5
Двигатели Suzuki T5 применяются в легковых автомобилях. Первый двигатель серии T5 — T5A. Рабочий объём составляет 539 см3, мощность — 20,6 кВт (28 л. с.) при 5000 об/мин, крутящий момент — 52 Н⋅м при 3000 об/мин.
В мае 1979 года был представлен двигатель T5B. Обороты мощности были увеличены до 5500 об/мин. В 1981 году двигатель T5B был снят с производства, хотя родственная версия LJ50 продолжала выпускаться до конца 1987 года.

### Применения
- T5A:
  - 1977.10—1979.04 Suzuki Fronte 7-S SS20
  - 1977.10—1982.06 Suzuki Cervo SS20
- T5B:
  - 1979.05—1981.09 Suzuki Alto SS30V
  - 1979.05—1981.05 Suzuki Fronte SS30S